# Palais des Téléphones de Bucarest
Ne doit pas être confondu avec Palais des Téléphones de Cluj.
Le Palais des Téléphones de Bucarest (roumain : Palatul Telefoanelor din București) est un bâtiment initialement public de Bucarest, qui se trouve sur la Calea Victoriei, sur un terrain ayant auparavant appartenu à la famille aristocratique Oteteleșanu, à la place du café littéraire Terasa Oteteleșanu, fameux au XIXe siècle. Il est l'œuvre de l'architecte néerlandais Edmond van Saanen Algi.
Haut de 52,5 m, construit en béton armé entre 1929 et 1934 en style « Art Déco » pour être le central téléphonique abritant les connexions alors mécaniques du centre de commutation bucarestois, il a résisté aux séismes de 1940, 1977, 1986 et 1990 ainsi qu'aux bombardements d'août 1944, américains et allemands.
Jusqu'à la construction en 1957 de la Casa Scînteii, le premier gratte-ciel stalinien de Roumanie, le Palais des Téléphones fut le plus haut édifice de Bucarest. Pendant le régime communiste de Roumanie, c'était le seul endroit où les Bucarestois pouvaient demander, voire obtenir une communication avec l'étranger (qui était alors bien évidemment écoutée). Après la chute de la dictature en 1989, la téléphonie roumaine fut privatisée lors de la transition économique vers l'économie de marché, et c'est la firme allemande privée Deutsche Telekom qui devînt propriétaire de l'immeuble, qui, devenu vétuste, a été rénové et consolidé de 1995 à 2005 sous l'égide de l'ingénieur Alexandru Cișmigiu. 
Le 24 septembre 2014, Deutsche Telekom revendit l'immeuble et deux autres propriétés pour 21,6 millions d'euros. C'est, depuis, un immeuble de bureaux.

## Images

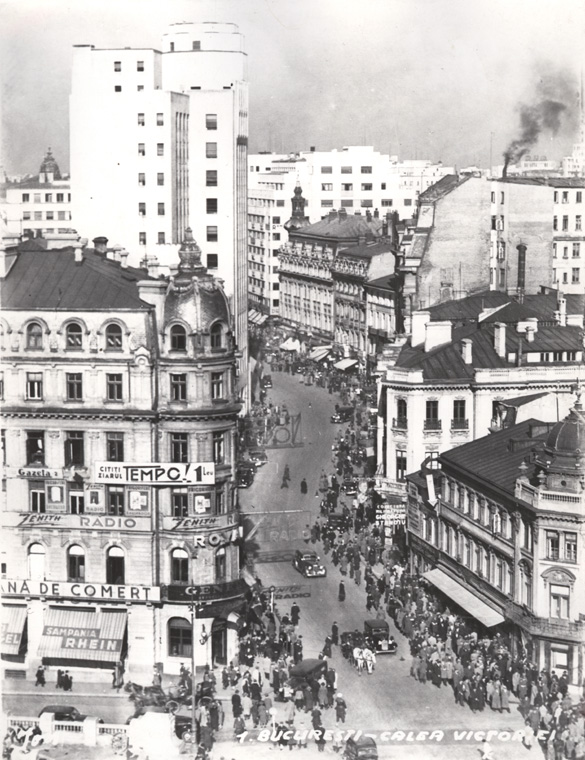
Le palais en 1935